# ノアビル
ノアビルは、東京都港区麻布台にある建築物。桜田通りと外苑東通りが交叉する飯倉交差点の南東角に位置し、黒い円筒形の特徴的な外観を持つ。
建物は3つの部分で構成される。楕円の円筒部分は、表面は硫酸銅で黒く処理され、ところどころに縦長の窓が設けられている。中央付近の外壁には「NOΛ」の金色のロゴが描かれている。円筒の根元はレンガ造りで、入口の階段はスウェーデン産の赤御影石、壁面はフランス産の黒御影石が配されている。交差点から見て裏手にあたる部分は、エレベータや階段、機械室などが入る白いタワーとなっている。
円筒部分の内部は主にオフィスとして使われ、企業や駐日フィジー大使館などが入居する。その独特な形状から駐日ロシア大使館や教会と間違えられることもあり、入口の階段に花が置かれることもあったという。
設計構想は白井晟一によるもので、本建築物は日本サインデザイン協会の第9回SDA賞を受賞している。